# Trophée Kopa 2022
Navigation
Édition précédente Édition suivante
Le Trophée Kopa 2022 est la quatrième édition du Trophée Kopa. Organisé par le magazine France Football, il récompense le meilleur joueur de moins de 21 ans de la saison 2021-2022. Au cours de la même cérémonie, il est également décerné le Ballon d'or pour le meilleur footballeur, le Ballon d'or féminin pour la meilleure footballeuse, le Trophée Yachine pour le meilleur gardien ainsi que le trophée Gerd Müller du meilleur buteur, le prix du Club de l'année et le prix Sócrates qui met à l'honneur l'engagement d'un footballeur ayant réalisé des actions solidaires et humanitaires.

## Trophée Kopa
Les dix nommés sont connus le 12 août 2022.
Gavi reçoit le trophée Kopa le 17 octobre,. Ce trophée vient récompenser une saison 2021-2022 durant laquelle il a joué 58 matches dont les quarts de finales d'Europa League et la finale de la Ligue des Nations.
Le jury est constitué des vainqueurs encore en vie des Ballons d'or précédents. Pour le trophée Kopa 2022, 32 vainqueurs encore vivants pouvaient voter et 23 l'ont fait (en gras)  :
- quatre Allemands Franz Beckenbauer, Karl-Heinz Rummenigge, Lothar Matthäus et Matthias Sammer,
- quatre Brésiliens Ronaldo, Ronaldinho, Kaká et Rivaldo,
- trois Italiens Roberto Baggio, Gianni Rivera et Fabio Cannavaro,
- trois Anglais Bobby Charlton, Kevin Keegan et Michael Owen,
- trois Français Michel Platini, Jean-Pierre Papin et Zinédine Zidane,
- trois Ukrainiens Oleg Blokhine, Andriy Chevtchenko et Igor Belanov,
- deux Néerlandais Marco van Basten et Ruud Gullit,
- deux Portugais Cristiano Ronaldo et Luís Figo,
- le Croate Luka Modrić, l'Argentin Lionel Messi, le Bulgare Hristo Stoitchkov, le Danois Allan Simonsen, l'Écossais Denis Law, l'Espagnol Luis Suárez, le Libérien George Weah et le Tchèque Pavel Nedvěd.

Les anciens Ballons d'or devaient fournir une liste de trois footballeurs (sur dix joueurs préalablement établie par la rédaction de France Football), répondant aux efforts méritocratiques suivants :
1. Performances individuelles et collectives (palmarès) ;
2. Classe du joueur (talent et fair-play) ;
3. Faculté à s'inscrire dans la durée.

### Classement[3]
| Rang | Joueur            | Club                            | Sélection nationale | Poste             | Points | %      |
| ---- | ----------------- | ------------------------------- | ------------------- | ----------------- | ------ | ------ |
| 1    | Gavi              | FC Barcelone                    | Espagne             | Milieu de terrain | 59     | 28,5%  |
| 2    | Eduardo Camavinga | Stade Rennais Real Madrid       | France              | Milieu de terrain | 51     | 24,64% |
| 3    | Jamal Musiala     | Bayern Munich                   | Allemagne           | Milieu de terrain | 47     | 22,71% |
| 4    | Jude Bellingham   | Borussia Dortmund               | Angleterre          | Milieu de terrain | 31     | 14,98% |
| 5    | Nuno Mendes       | Sporting CP Paris Saint-Germain | Portugal            | Défenseur         | 9      | 4,35%  |
| 6    | Ryan Gravenberch  | Ajax Amsterdam Bayern Munich    | Pays-Bas            | Milieu de terrain | 3      | 1,45%  |
| 6    | Josko Gvardiol    | RB Leipzig                      | Croatie             | Défenseur         | 3      | 1,45%  |
| 8    | Bukayo Saka       | Arsenal FC                      | Angleterre          | Ailiers           | 3      | 1,45%  |
| 9    | Karim Adeyemi     | RB Salzburg Borussia Dortmund   | Allemagne           | Attaquant         | 1      | 0,48%  |
| 10   | Florian Wirtz     | Bayer Leverkuzen                | Allemagne           | Milieu de terrain | 0      | 0%     |

### Détail des votes
| Ancien Vainqueur      | Pays d'origine | Premier    | Deuxième    | Troisième   |
| --------------------- | -------------- | ---------- | ----------- | ----------- |
| Franz Beckenbauer     | Allemagne      | Musiala    | Bellingham  | Adeyemi     |
| Lothar Matthaus       | Allemagne      | Musiala    | Bellingham  | Camavinga   |
| Karl-Heinz Rummenigge | Allemagne      | Musiala    | Bellingham  | Nuno Mendes |
| Matthias Sammer       | Allemagne      | Bellingham | Musiala     | Gavi        |
| Kaká                  | Brésil         | Camavinga  | Bellingham  | Gavi        |
| Rivaldo               | Brésil         | Gavi       | Camavinga   | Bellingham  |
| Ronaldinho            | Brésil         | Camavinga  | Gravenberch | Saka        |
| Fabio Cannavaro       | Italie         | Camavinga  | Gavi        | Musiala     |
| Roberto Baggio        | Italie         | Camavinga  | Gavi        | Musiala     |
| Gianni Rivera         | Italie         | Musiala    | Camavinga   | Gavi        |
| Michael Owen          | Angleterre     | Bellingham | Gavi        | Musiala     |
| Jean-Pierre Papin     | France         | Camavinga  | Gavi        | Bellingham  |
| Zinédine Zidane       | France         | Bellingham | Camavinga   | Nuno Mendes |
| Igor Belanov          | Ukraine        | Gavi       | Musiala     | Bellingham  |
| Andriy Shevchenko     | Ukraine        | Musiala    | Camavinga   | Gavi        |
| Ruud Gullit           | Pays-Bas       | Musiala    | Gavi        | Saka        |
| Marco van Basten      | Pays-Bas       | Gavi       | Musiala     | Saka        |
| Luis Figo             | Portugal       | Gavi       | Camavinga   | Nuno Mendes |
| Lionel Messi          | Argentine      | Gavi       | Nuno Mendes | Bellingham  |
| Luka Modric           | Croatie        | Camavinga  | Gvardiol    | Musiala     |
| Pavel Nedved          | Tchéquie       | Gavi       | Camavinga   | Musiala     |
| Hristo Stoichkov      | Bulgarie       | Gavi       | Musiala     | Camavinga   |
| Luis Suarez           | Espagne        | Gavi       | Nuno Mendes | Camavinga   |

## Cérémonie
La cérémonie se déroule au Théâtre du Châtelet à Paris le 17 octobre 2022.